# Federacíon Panamericana de Karate
La Federación Panamericana de Karate (PKF) es el organismo rector del karate deportivo de aproximadamente 37 países de la federación nacional de karate en las Américas. La PKF fue fundada en 1975 con el nombre original PUKO (Unión Panamericana de Organización de Karate) con 13 países que fundaron la PUKO en Long Beach, California, EE. UU., y en 1995 cambió oficialmente el nombre a Federación Panamericana de Karate. PKF está debidamente reconocida por la Federación Mundial de Karate, el organismo rector internacional más grande del karate deportivo con más de 130 países miembros. Es la única organización de kárate reconocida por el Comité Olímpico Internacional y tiene más de diez millones de miembros. La PKF organizó campeonatos juveniles y seniors en muchos países de Panamerica y participa en los Campeonatos Mundiales de Karate de la WKF. El presidente de la PKF está por definir.

## Historia de PKF
La PKF fue fundada en octubre de 1975. El acto de fundación se llevó a cabo en la sala “Mayfair” del Queen Hotel Mary en Long Beach, California. Los países fundadores fueron Argentina, Bermudas, Canadá, El Salvador, Guatemala, México, Panamá, Paraguay, República Dominicana, Trinidad y Tobago, Estados Unidos y Venezuela .
Este primer Campeonato de la PUKO se organizó en la isla de Curazao del 1 al 3 de mayo de 1981, con la participación de 10 países. Es destacable que William Millerson fue el organizador del campeonato, fue entrenador y entrenador de su equipo, además de competir. Y le ganó a Billy Blanks en la final de la categoría +80 kg.
Durante el campeonato Panamericano de 1990 en Niteroi, Brasil, fue donde varios países de América del Sur, como Argentina, Chile, Colombia y Uruguay, comenzaron a participar de manera muy activa en los campeonatos de la PUKO. En 1991 hubo un récord de participación de 26 países, en el Campeonato Panamericano organizado en Curazao.
El Karate participó por primera vez en los Juegos Centroamericanos y del Caribe en 1993 en Ponce, Puerto Rico y por primera vez en los Juegos Panamericanos en 1995 en Mar del Plata, Argentina. En 1995 durante el Campeonato Panamericano Juvenil en Medellín, se aprobaron los nuevos Estatutos de la PUKO y al mismo tiempo cambiaron el nombre de la organización a Federación Panamericana de Karate PKF.

## Países Afiliados
Federación Argentina de Karate
Aruba
Bahama Karate Federation
Barbados Sports Karate-Do Federation
Belize Karate Federation
Bermuda Karate Federation
Federación Boliviana de Karate
Confederación Brasileña de Karate
- Datos: Q15733081